# Medaille van het Britse Rijk
De Medaille van het Britse Rijk (Engels: "British Empire Medal") werd op 29 december 1922 ingesteld. De medaille was de opvolger van de Medaille van de Orde van het Britse Rijk ("Medal of the Order of the British Empire") uit 1907.
De medaille is verbonden met de in 1917 ingestelde Orde van het Britse Rijk. In de periode tot de dekolonisatie werd een Britse onderscheiding in het hele Britse Gemenebest en het koloniale rijk, dus ook in de Dominions Canada, Australië en Nieuw-Zeeland toegekend. Na de Tweede Wereldoorlog hebben een aantal landen hun eigen onderscheidingen en orden ingesteld. Toch zijn er nog landen die de Medaille van het Britse Rijk uitreiken. Daaronder zijn Saint Lucia, Saint Vincent en de Grenadines en Papoea-Nieuw-Guinea, de Bahama's en de Cookeilanden. Het Verenigd Koninkrijk zelf kent de medaille niet meer toe.
Dragers mogen de letters B.E.M. achter hun naam dragen.
Er zijn drie uitvoeringen van deze zilveren medaille:
- De Medaille van het Britse Rijk in de Civiele Divisie

Deze medaille wordt aan een donkerroze lint met twee grijze biezen gedragen.
De dragers van deze "Medal of the Most Excellent Order of the British Empire for Meritorious Service" of kortweg de "British Empire Medal", dragen de letters B.E.M. achter hun naam.Op de keerzijde wordt de volledige naam gegraveerd.
- De Medaille van het Britse Rijk in de Militaire Divisie

Deze medaille wordt aan een donkerroze lint met twee grijze biezen en een grijze middenstreep gedragen. Op de keerzijde worden rang, voornaam, achternaam en dienstnummer gegraveerd.
- De Medaille van het Britse Rijk voor Dapperheid

De dragers van deze "Medal of the Most Excellent Order of the British Empire for Gallantry" of kortweg de "Empire Gallantry Medal", dragen de letters E.G.M. achter hun naam.
Sinds 1957 draagt men twee gekruiste zilveren eikenbladeren op het lint van de medaille en het baton.
Wanneer de medaille meerdere malen wordt toegekend draagt men een zilveren gesp op het lint.
Afgezien van het lint zijn al deze medailles gelijk. De grijze middenstreep werd in 1938 ingesteld.
In dat jaar veranderde de kleur van het lint van purper in roze.
In 1940 werden het George Cross en de George Medal ingesteld om verleend te worden aan moedige burgers. De Medaille van het Britse Rijk werd in het vervolg toegekend voor dapperheid die niet zo opmerkelijk was dat men er de George Medal voor kon toekennen. In 1940 vroeg men de dragers van de Medaille van het Britse Rijk, voor zover die onderscheiding voor dapperheid werd verleend, om hun medaille in te ruilen voor een George Cross. Pas in 1977 werden ook de dragers van de veel hoger geachte Albert Medal voor bijvoorbeeld redding op zee, en de Edward Medal voor riskante reddingsacties in mijngangen gevraagd om hùn medailles in te ruilen voor een George Cross. Niet iedereen is daarop ingegaan
In de Tweede Wereldoorlog werden 1236 medailles toegekend waarvan slechts 34 voor dapperheid werden verleend.
De medaille
Op de voorzijde van de massief zilveren  medaille staat Britannia afgebeeld onder een zonneschijf met stralen. Het randschrift luidt" FOR GOD AND THE EMPIRE" en daaronder staat ofwel "FOR MERITORIOUS SERVICE" of "FOR GALLANTRY" .
Op de keerzijde staat het koninklijk monogram.
- GVRI
- GVIRI
- GVIR
- EIIR

Tijdens de korte regering van Edward VIII konden geen medailles worden geslagen.
Onder kroon en monogram staat op de keerzijde de tekst "INSTITUTED BY KING GEORGE V" binnen een ring van vier heraldische leeuwen.
De medaille is met een fraai bewerkte draaiende zilveren gesp met het lint verbonden.
Men draagt de medaille op de linkerborst of opgemaakt als een strik op de linkerschouder van een dame. Op uniformen wordt een baton gedragen waarop ook de zilveren eikenbladeren in een verkleinde versie kunnen worden vastgepind. Op een rokkostuum of een gala-uniform. met name een "Mess dress" kan men de medaille ook als miniatuur dragen.
In 2004 werd een rapport van Sir Hayden Phillips over de Orde van het Britse Rijk door een commissie van het Britse Lagerhuis besproken. De parlementariërs pleitten voor een naamsverandering; "Order of British Excellence" zou beter in deze tijd passen. Deze aanbevelingen werden door de regering niet overgenomen.
De aanbeveling van Sir Hayden om net als in Europese landen (en Canada) een draagteken (knoopsgatversiering) voor op het revers in te voeren werd in 2007 gerealiseerd. De Britse regering koos niet voor een systeem met rozetten en gouden en zilveren galons zoals in Nederland gebruikelijk is maar voerde een rozet in dat door alle rangen én de medailles zal mogen worden gedragen.